# Casa de las Américas (revista)
Casa de las Américas es una revista cubana que se fundó el 6 de julio de 1960 como parte de la institución de mismo nombre y bajo la dirección de Haydée Santamaría y la responsabilidad de Antón Arrufat y Fausto Masó. A partir de 1965 la dirección estuvo a cargo de Roberto Fernández Retamar. En su primera época, de 1960 a 1971, fue voz de la intelectualidad revolucionaria cubana y latinoamericana que se organizó en torno a la revista y la institución. La publicación llega hasta 2020 y cuenta con una larga historia en el fomento de la cultural, la literatura y el arte.

## 1960-1965
El triunfo de la Revolución Cubana el 1 de enero de 1959 supuso un reordenamiento del universo político, económico y social de la isla. Desde el día uno, la cultura formó parte de la agenda del Gobierno Revolucionario: en marzo de 1959 se creó la Imprenta Nacional, al mes siguiente nació el Instituto Cubano del Arte e Industria Cinematográficos (ICAIC) bajo la dirección de Alfredo Guevara y el 28 de abril de 1959 se fundó la Casa de las Américas, con la dirección de Haydée Santamaría.
El auge editorial no solo correspondió al sector bibliográfico sino también a la prensa. El periódico Revolución, órgano del Movimiento 26 de Julio, incluyó, desde marzo de 1959 hasta noviembre de 1961, al semanario Lunes de Revolución. A partir de 1959 reapareció el periódico Noticias de Hoy, órgano del Partido Socialista Popular, con su suplemento cultural Hoy Domingo. Nueva Revista Cubana circuló de 1969 a 1962 y otras publicaciones culturales como La Gaceta y UNION comenzaron a editarse desde 1962.
La revista Casa de las Américas formó parte de la política cultural que desarrolló la institución homónima que incluyó al Premio Literario y varias publicaciones como Conjunto y Anales del Caribe. Al seguir las directrices de la institución, atrajo a una distinguida élite de escritores y artistas del continente que desde entonces fungieron como asiduos colaboradores. Ezequiel Martínez Estrada, Roque Dalton, Ángel Rama, René Depestre, Julio Cortázar, Mario Vargas Llosa o Ernesto Cardenal, fueron de los que más contribuyeron a su desarrollo discursivo. El consejo de redacción estuvo en constante movimiento y se le agregaron nombres de acuerdo con la organización de cada número. Casa se presentó como una nueva plataforma para la izquierda intelectual y revolucionaria de América Latina y por lo tanto fue un espacio legitimador al que la mayoría de los escritores latinoamericanos se vincularon desde su creación.
Coincidieron en sus páginas jóvenes escritores que comenzaban a ser determinantes figuras en el escenario literario nacional y latinoamericano como Calvert Casey, Antón Arrufat, Guillermo Cabrera Infante, Fausto Masó, Oscar Hurtado, César López, Rogelio Llopis, entre otros. Algunos de los números más emblemáticos de esta etapa fueron el 22-23 dedicado a la "Nueva literatura cubana" y el 26 dedicado a la "Nueva novela latinoamericana" coordinado por el crítico uruguayo Ángel Rama. El diseño gráfico de la revista estuvo a cargo de Raúl Martínez para los números de 1964 y a partir de 1965 pasó a encargarse de ello el pintor Umberto Peña, lo cual le otorgó un alto nivel estético.
Desde el primer ejemplar, declararon a la Revolución como inicio de un proceso de cambios y validación de una nueva época: “Esta revista es una esperanza, incierta y riesgosa de la posibilidad de cambiar la realidad. Porque, si existe América no es la que encontramos cada día, deshecha y superficial, sino la que en política ha demostrados que la utopía puede hacerse real, y que por tanto la Revolución no es una falacia”.
Casa de las Américas siguió los objetivos de la institución a la que pertenecía y en la contraportada de cada número de su primer lustro reafirmó: “La Casa de las Américas es una institución cultural dirigida a servir a todos los pueblos del continente en su lucha por la liberación.” La aspiración a convertirse en un punto de partida para el impulso revolucionario en América Latina quedaron claras desde su segunda nota editorial: “Un día la Cordillera de los Andes puede ser otra Sierra Maestra y la Reforma Agraria convertirse en algo eficaz […]”. A partir de 1962 se incluyó en la revista el exergo “La Casa de las Américas es una institución cultural dirigida a servir a todos los pueblos del continente en su lucha por la liberación”.
Las convulsiones políticas e ideológicas que caracterizaron los años sesenta también imprimieron su sello en la revista. En junio de 1961, el discurso “Palabras a los intelectuales”, de Fidel Castro, trazó las directrices del nacimiento de una política cultural marcada por el control y la dirección desde el estado. En el ámbito político, el llamado camino hacia la unidad se concretaba en 1965 con la fundación del Partido Comunista de Cuba. Las distintas fuerzas que habían participado en la lucha contra Fulgencio Batista: el Movimiento 26 de Julio, el Directorio Revolucionario 13 de marzo y el Partido Socialista Popular se fueron desmantelando  progresivamente en función de dar paso a un estado centralizado de corte socialista.

A mediados de la década se dieron transformaciones en la revista aparentemente simples  pero que estuvieron en consonancia con esta radicalización política e ideológica del gobierno cubano. En 1965 se renombró el “Consejo de redacción” como “Comité de colaboración”, un título más adecuado a las necesidades de la revista y la dirección de la publicación pasó de Haydée Santamaría a Roberto Fernández Retamar a la vez que fue suspendido el Consejo de Redacción presidido por Antón Arrufat. Este cambió editorial respondió no solo a una renovación de la nómina, sino también a que Antón Arrufat y Fausto Maso, iniciales responsables, habían sido colaboradores del magazine Lunes de Revolución, el cual tuvo un cierre polémico en 1961 tras la censura del cortometraje P.M. Fernández Retamar era una figura más afín a las líneas de la publicación, a la vez que respondía a los intereses de Haydée Santamaría de hacer una:
“revista de carácter más político, menos literario […] una revista más institucional, que refleje también el trabajo de la Revolución en la cultura […].”
Finalmente, Arrufat decidió renunciar a su puesto. Aun cuando estos cambios en la dirección de la revista no se tengan en cuenta como una de las polémicas de los sesenta, lo fue. El suceso simbolizó rupturas ideológicas y estéticas entre distintos grupos del campo intelectual cubano y marcó el devenir de la propia revista.

## 1965-1971
El cambio de rumbo en 1965, bajo la nueva dirección de Fernández Retamar, se hizo evidente en los siguientes números publicados. El nuevo “Comité de colaboración” incluyó a los escritores latinoamericanos Ángel Rama, René Depestre, Roque Dalton, Mario Vargas Llosa, y a los cubanos Edmundo Desnoes, Lisando Otero, Graziella Pogolotti y Ambrosio Fornet. En esta segunda etapa fue mayor la politización de la revista, y los ejes discursivos giraron en torno al intelectual revolucionario, a los debates entre cultura y revolución y a los movimientos de liberación nacional en América Latina. En la nota editorial del número treinta, el cual iniciaba la nueva etapa se declaraba:
“Coincide este número con la presencia de una nueva directiva en la revista. Esperamos en entregas posteriores, de acuerdo con sus principios y con la valiosa tarea ya cumplida por la Casa de las Américas, seguir incrementando los nexos con nuestras Américas […] Es tarea creciente de esta revista contribuir a ratificar esta identificación”.
A partir de este momento, los índices de las publicaciones mostraron una mayor presencia de ensayos de corte político o artículos sobre la realidad latinoamericana: “América Latina: Algunos problemas de estrategia revolucionaria” de Régis Debray, “Puerto Rico: libertad y poder en el Caribe” de Manuel Maldonado y “Paraguay ante la necesidad de su segunda independencia” de Augusto Roa Bastos. Tras la agresión de los Estados Unidos a República Dominicana en 1965, Casa emitió una declaración en la que denunciaba la agresión y demandaba su fin. El número 32 también incluyó una declaración de intelectuales mexicanos que condenaban la agresión norteamericana a República Dominicana. 
Los contenidos que se desarrollaron en esta segunda etapa estuvieron influenciados por procesos que, a nivel nacional y continental, marcaron los años sesenta: el ascenso de movimientos guerrilleros a lo largo del continente inspirados en la Revolución Cubana y las discusiones en torno a proyectos de liberación nacional que pusieron en el mapa términos como “tercer mundo” o “solidaridad revolucionaria” y dieron paso a la Conferencia Tricontinental de los pueblos de África, Asia y América Latina del 3 al 15 de enero de 1966 o al Congreso Cultural de La Habana en 1968. Para confirmarlo basta con revisar los índices de sus números donde se encuentran sesiones dedicadas a África, la canción protesta, el Che, marxismo y revolución o literatura y revolución.
Durante la segunda mitad de la década del sesenta Casa de las Américas se encontró en constante ebullición y fue el centro de varias de las más importantes polémicas del universo intelectual de la región. Algunas de las que se publicaron fueron la encuesta “El papel del intelectual en los movimientos de liberación nacional” en 1966 a la que respondieron Régis Debray, Roberto Fernández Retamar, Manuel Galich, Gonzalo Rojas, Vargas Llosa y la "carta abierta a Pablo Neruda" en 1966 en la cual se criticaba su participación en el Congreso del Pen Club en los Estados Unidos.
Una de las polémicas de mayor alcance, en la que Casa jugó un papel central, fue la sostenida con la revista Mundo Nuevo, dirigida por Emir Rodríguez Monegal en París. Esta publicación recibió financiamiento del Congreso por la Libertad de la Cultura, el cual a su vez era costeado por la CIA, lo que fue interpretado por los intelectuales reunidos en Casa como una ofensiva imperialista en el terreno cultural. Las discusiones se dieron principalmente en la correspondencia entre Fernández Retamar y Rodríguez Monegal, pero tuvo ecos importantes en las páginas de Casa con el texto “New World en español”, de Ambrosio Fornet, publicado en 1976. La polémica estuvo latente durante los años de existencia de Mundo Nuevo (1966-1968) y evidenció significativas rupturas ideológicas del mundo intelectual latinoamericano dejando claro que el terreno cultural era también un campo de fuerzas de la Guerra Fría.
Para 1971 se disolvió el Comité de Colaboración de la revista lo que representó un cambio sustancial en las directrices de la publicación y fue sintomático del comienzo de una nueva etapa para la cultura y la sociedad cubana. Ese año tuvo lugar el Primer Congreso Nacional de Educación y Cultura cuya declaración fue publicada en un número de Casa y el cual marcó el surgimiento de una política cultural que posteriormente sería nombrada por algunos intelectuales cubanos como "Quinquenio Gris" por la falta de libertad de expresión y la censura artística y literaria. En 1971 también fue encarcelado el poeta Heberto Padilla por presuntas actividades en contra del gobierno cubano lo que llevaría a una fuerte ola de críticas de intelectuales como Mario Vargas Llosa, Jean Paul Sartre, Susan Sontang y Juan Goytisolo. Estas circunstancias marcarían el declive de los debates intelectuales y de la fuerza discursiva que demostró Casa en su primera década.
Casa de las Américas fue, en su primera época, una revista sui generis en la cultura cubana. Su proyección internacional y su voluntad de convertirse en centro de reunión de la intelectualidad latinoamericana la convirtieron en un actor principal de aquel entonces. Sus páginas son una fuente imprescindible para acercarse a la agenda política cultural del gobierno cubano y también a las contradicciones intelectuales más importantes de la década del 60.